# Wahablé
Wahablé, également orthographié Ouahablé, est un village du département et la commune rurale d’Oronkua, situé dans la province de l’Ioba et la région du Sud-Ouest au Burkina Faso.

## Géographie

### Situation et environnement
Wahablé se trouve à 4 km au nord-est d’Oronkua et à environ 15 km au nord de Dano, le chef-lieu provincial.

### Démographie
- En 2006, le village comptait 1 402 habitants recensés[1].

## Santé et éducation
Le centre de soins le plus proche de Wahablé est le centre de santé et de promotion sociale (CSPS) d’Oronkua tandis que le centre médical avec antenne chirurgicale (CMA) de la province se trouve à Dano.